# Chicago Med (seizoen 5)
Dit artikel vat het vijfde seizoen van Chicago Med samen. Dit seizoen liep van 25 september 2019 tot en met 15 april 2020. 

## Rolverdeling

### Hoofdrollen
- Nick Gehlfuss - dr. Will Halstead
- Torrey DeVitto - dr. Natalie Manning
- Brian Tee - dr. Ethan Choi
- Oliver Platt - dr. Daniel Charles
- Dominic Rains - dr. Crockett Marcel
- S. Epatha Merkerson - hoofd S.H. Sharon Goodwin
- Yaya DaCosta - verpleegster April Sexton
- Marlyne Barrett - verpleegster Maggie Lockwood

### Terugkerende rollen
- Brennan Brown - dr. Sam Abrams
- Ato Essandoh - dr. Isidore Latham
- Molly Bernard - dr. in opleiding Elsa Curry
- Nate Santana - dr. James Lanik
- Roland Buck III - dr. Noah Sexton
- Jeremy Shouldis - dr. Marty Peterson
- Jessy Schram - dr. Hannah Asher
- Casey Tutton - verpleegster Monique Lawson
- Lorena Diaz - verpleegster Doris
- Mia Park - verpleegster Beth Cole
- Marc Grapey - Peter Kalmick
- Adam Petchel - Tim Burke
- Paula Newsome - Caroline Charles
- Ian Harding - Phillip Davis
- Charles Malik Whitfield - Ben Campbell
- Gregory Alan Williams - Bert Goodwin

### Cross-overrollen

#### Chicago Fire
- Jesse Spencer - brandweerkapitein Matthew Casey
- Taylor Kinney - brandweerbevelvoerder Kelly Severide
- David Eigenberg - brandweerbevelvoerder Christopher Herrmann
- Randy Flagler - brandweerman Harold Capp
- Anthony Ferraris - brandweerman Tony Ferraris
- Kara Killmer - paramedicus Sylvie Brett
- Annie Ilonzeh - paramedicus Emily Foster
- Eamonn Walker - brandweercommandant Wallace Boden

#### Chicago P.D.
- Jason Beghe - brigadier Hank Voight
- Amy Morton - brigadier Trudy Platt
- Jesse Lee Soffer - rechercheur Jay Halstead
- Lisseth Chavez - agente Vanessa Rojas
- Marina Squerciati - agente Kim Burgess
- LaRoyce Hawkins - agent Kevin Atwater

## Afleveringen
| Nr. | Aflevering | Titel                           | Regisseur          | Schrijver(s)                          | Selectie gastrollen | Uitzenddatum      |  |
| --- | ---------- | ------------------------------- | ------------------ | ------------------------------------- | --- | ----------------- |  |
| 84 | 1          | Never Going Back to Normal      | Michael Pressman   | Diane Frolov Andrew Schneider         | Colin Donnell - dr. Connor Rhodes Norma Kuhling - dr. Ava Bekker Kathy Baker - Nancy Geddes Nhadya Salomon - Olivia Donovan Brian Nelson jr. - mr. Donovan Curtis James - Thomas Donovan          | 25 september 2019 |  |
| Het ongeluk heeft ervoor gezorgd dat dr. Manning met spoed naar het ziekenhuis moet met ernstig hoofdletsel. Davis meldt dat hij de verloofde is van dr. Manning, en dr. Marcel heeft hier ernstige twijfels over. Dr. Rhodes ontdekt dat zijn vader overleden is aan een overdosis insuline, en vermoedt dat dr. Bekker hierachter zit. De bewijzen stapelen zich op tegen dr. Bekker, en wanneer zij hier niet van kan ontsnappen pleegt zij zelfmoord. Dr. Rhodes kan dit niet bevatten, en besluit tot verrassing van dr. Latham en Goodwin ontslag te nemen. Ondertussen behandelen dr. Choi en Sexton en jonge patiënt die mogelijk blind blind wordt, en Sexton vermoedt dat ze zwanger is. Lockwood krijgt te horen dat zij borstkanker heeft, en dat zij een lange behandeltijd moet ondergaan. Dr. Charles onderbreekt zijn wittebroodsweken voor een patiënt met schizofrenie. |            |                                 |                    |                                       | |                   |  |
| 85 | 2          | We're Lost in the Dark          | Alex Chapple       | Jeff Drayer                           | Allison Wick - Lacey Wilson Nick Ivey - medisch student Steve Courtney Rioux - paramedicus Courtney Debo Balogun - paramedicus Darren Clark Sarah Brooks - paramedicus Juliette                   | 2 oktober 2019    |  |
| Tijdens een hevige storm in de nacht valt het stroom uit, en dit zorgt voor ernstige chaos. Dr. Marcel en dr. Sexton zijn genoodzaakt in het donker een operatie uit te voeren. Dr. Manning zit met een patiënt vast in de lift, en al snel wordt duidelijk dat de patiënt snel een levensreddende operatie nodig heeft. Dr. Choi vangt een stel nieuwe medische studenten op om hen wegwijs te maken, en met de stroomuitval worden zij meteen op de proef gesteld. Dr. Halstead, Lockwood en Goodwin behandelen een groep studenten met dezelfde ziektesymptomen, en zijn bang dat het een virusuitbraak is. |            |                                 |                    |                                       | |                   |  |
| 86 | 3          | In the Valley of the Shadows    | Charles S. Carroll | Stephen Hootstein                     | Zachary Keller - Todd Shepard Malkia Stampley - mrs. Jones Anne Thompson - Nicole Burke Tracy Spiridakos - rechercheur Hailey Upton                                                               | 9 oktober 2019    |  |
| Sexton en dr. Marcel beginnen stroef bij hun eerste samenwerking bij een patiënt die net bevallen is, en er ontstaan twijfels of de baby echt van haar is. Dr. Choi behandelt een patiënt met terminale kanker, die zijn eigen einde wil regisseren door het plegen van zelfmoord. Dr. Manning behandelt een patiënt met brandwonden, en het blijkt dat deze een zeldzame ziekte heeft. Lockwood wordt tegen haar zin opgezadeld met een nieuwe verpleegster, die haar zou moeten helpen, maar het tegenovergestelde gebeurt. Mrs. Charles breekt thuis na een val haar pols. Om een spoedig herstel te verwezenlijken wil ze, tegen de zin van haar man, een operatie. |            |                                 |                    |                                       | |                   |  |
| 87 | 4          | Infection: Part II              | Michael Pressman   | Diane Frolov Andrew Schneider         | Tracy Spiridakos - rechercheur Hailey Upton Kathleen Munroe - dr. Andrea Danover Aaron Serotsky - dr. David Seldon Kyla Kenedy - Amanda Deirdre Madigan - Sharlene Hughes Adam Tran - Dennis Quan | 16 oktober 2019   |  |
| Deze aflevering is een cross-over met Chicago Fire (seizoen 8, aflevering 4) en Chicago P.D. (seizoen 7, aflevering 4). Paniek en terreur heerst in Chicago wanneer steeds meer patiënten overlijden door de dodelijke vleesetende bacterie. De politie van Chicago onderzoeken deze zaak, en vermoeden dat hier een terroristisch motief achter zit. Zij ontdekken dat er tot op heden op twee plaatsen in Chicago deze bacterie aanwezig is. Goodwin heeft alle moeite met het contact met de pers, die volgens haar niet goed meewerken. De aflevering eindigt met dat een van de onderzoekers in het ziekenhuis bewijs vernietigt, wat hem de hoofdverdachte maakt. |            |                                 |                    |                                       | |                   |  |
| 88 | 5          | Got a Friend in Me              | John Polson        | Eli Talbert                           | Amanda Quaid - Janet Harper Alex Kramer - Kyle Harper Will Connolly - Carl Greta Jung - Eunice Kim                                                                                                | 23 oktober 2019   |  |
| Dr. Marcel en dr. Choi krijgen een conflict over de behandeling van een patiënt met chronische pijnklachten. Dr. Manning wordt gedwongen een onnodige maatregel te nemen, bij een behandeling van een kind wiens ouders niet geloven in de westerse geneeskunde. Dr. Halstead behandelt een patiënt die zeer kortademig is. Lockwood zet haar chemotherapie voort, maar twijfelt nog steeds of ze het aan haar collega's moet vertellen. |            |                                 |                    |                                       | |                   |  |
| 89 | 6          | It's All in the Family          | Nicole Rubio       | Safura Fadavi Meridith Friedman       | Amanda Quaid - Janet Harper Alex Kramer - Kyle Harper Sophie Marie White - Claire Witherdale Andrea Cortés - Jacinta Nieves                                                                       | 30 oktober 2019   |  |
| Sexton en haar broer dr. Sexton stuiten op een aanval in een steegje. Zij ontfermen zich over het slachtoffer, en ontdekken dat zij ontgroent werd voor lidmaatschap van een bende. Dr. Manning blijft moeite hebben met het vinden van een diagnose. Zij krijgt ook conflicten in haar relaties met zowel Davis als dr. Halstead. Dr. Marcel maakt aan dr. Halstead zijn bedenkingen openbaar wat betreft de relatie tussen Davis en dr. Manning. Dr. Choi en dr. Charles behandelen een patiënt die van geslacht wil veranderen. Goodwin denkt erover om de relatie met haar ex-man weer op te pakken. |            |                                 |                    |                                       | |                   |  |
| 90 | 7          | Who Knows What Tomorrow Brings  | Jerry Levine       | Daniel Sinclair Paul R. Puri          | Anthony Norman - Tom Lyons Angel Giuffria - Gina Todd Lanise Antoine Shelley - June Patten | 6 november 2019   |  |
| Dr. Halstead en dr. Charles behandelen een patiënt die gelooft dat hij een vampier is. Dr. Manning en Curry behandelen een patiënt met ademhalingsproblemen. Dr. Choi behandelt een militair met een amputatie, maar wordt onderbroken wanneer het leger de patiënt weghaalt. Lockwood ontmoet een man terwijl ze chemotherapie volgt, en organiseert samen met dr. Marcel een feest. Dr. Choi en Sexton hebben een discussie over het hebben van kinderen in de toekomst. |            |                                 |                    |                                       | |                   |  |
| 91 | 8          | Too Close to the Sun            | Michael Berry      | Joseph Sousa Danny Weiss              | Jasmine Luv - Aviva Andrea Cortés - Jacinta Nieves Jack Lancaster - Dennis Lewis T. Powell - Frank Shelton Carrie Louise Abernathy - Lori Shelton                                                 | 13 november 2019  |  |
| Lockwood maakt een onethische beslissing wanneer zij ontdekt dat haar nieuwe vriend Ben mazelen heeft. Dr. Choi en dr. Charles behandelen een patiënt die actief is als influencer op sociaal media, en zijn volgers medische behandelingen laat kiezen. Dr. Halstead behandelt een patiënte met een nieuwe nier, en ontdekt dat haar lichaam de nier afstoot en dat zij weer op de transplantatielijst moet en nierdialyse moet ondergaan. Dr. Marcel opereert dr. Sexton nadat hij slachtoffer is geworden van geweld. |            |                                 |                    |                                       | |                   |  |
| 92 | 9          | I Can’t Imagine the Future      | Charles S. Carroll | Diane Frolov Andrew Schneider         | Mike Houston - Russell Collins Christopher M. Lopes - Jordy Collins Deanna Dunagan - mrs. Charles Emma Duncan - Maia Frisch Mike Peebler - Bill Schiller                                          | 20 november 2019  |  |
| Dr. Manning behandelt de dochter van haar vriend Davis, die hij in de steek heeft gelaten, en herinnert zich steeds meer van de nacht van het ongeluk. Nu haar geheugen weer terugkeert realiseert zij dat ze een grote vergissing heeft gemaakt. Sexton ontvangt nieuws dat zij slechts een kleine kans heeft om een kind te krijgen via de natuurlijke weg, en dit zet haar relatie met dr. Choi onder druk. Lockwood is hoopvol wanneer de gezondheid van haar vriend vooruitgaat. Dr. Charles zet de zorg op zijn vrouw voort wanneer haar gezondheid verslechtert. |            |                                 |                    |                                       | |                   |  |
| 93 | 10         | Guess it Doesn't Matter Anymore | Mykelti Williamson | Stephen Hootstein Gabriel L. Feinberg | Shunori Ramanathan - Priya Patel Joelle Carter - Lynne Driscoll Sawyer Jones - Jesse Driscoll Daniel Moreno - Alex Minguez                                                                        | 8 januari 2020    |  |
| Sexton is in de war na haar kus met dr. Marcel, en denkt erover om dit tegen dr. Choi te vertellen. Ze krijgt echter een verrassing te verwerken als dr. Choi haar iets nieuws vertelt. Dr. Halstead behandelt een patiënt die hij nog kent uit het verleden, en nu drugverslaafde is. Dr. Manning behandelt een jonge patiënt, dat een kind is van de patiënte van dr. Halstead. Dr. Curry wordt afgeleid door een telefoonapp wanneer zij een patiënt behandeld met paniekaanvallen. Dr. Charles rouwt over het verlies van zijn echtgenote. |            |                                 |                    |                                       | |                   |  |
| 94 | 11         | The Ground Shifts Beneath Us    | Martha Mitchell    | Safura Fadavi Meridith Friedman       | Tarek Bishara - Mark Emma Ishta - Michelle Abrams Christine Vrem-Ydstie - Layla Bistarky Ryan Reilly - Patrick Bistarky Heather Headley - Gwen Garrett                                            | 15 januari 2020   |  |
| Wanneer een vliegtuig op het nabijgelegen vliegveld neerstort, wordt het personeel van het ziekenhuis op hun krachten getest. Zij zijn geschokt wanneer het blijkt dat een collega van hen onder de slachtoffers is, het betreft dr. Abrams en zijn vrouw. Dr. Marcel en dr. Choi behandelen dr. Abrams, maar dan blijkt zijn vrouw hun aandacht nodig te hebben. Ondertussen vindt dr. Manning een baby alleen in een ijskoude auto, en ontdekt later dat het een kind van een directielid is die in een scheiding verwikkeld is. Dr. Sexton en zijn zus behandelen een patiënte die net bevallen is van een baby, maar na een test blijkt zij niet de biologische moeder te zijn. Dr. Halstead en dr. Charles doen hun uiterste best om een veilige injectieplaats in het ziekenhuis te leiden.                                                                                         |            |                                 |                    |                                       | |                   |  |
| 95 | 12         | Leave the Choice to Solomon     | Milena Govich      | Jeff Drayer                           | Stephanie Wright Thompson - mrs. Walker Jimmy Callahan - mr. Walker Andrew Dolan - Gary Annabel Armour - dr. Amanda Reid                                                                          | 22 januari 2020   |  |
| Dr. Marcel en dr. Manning worden gedwongen om een moeilijke keuze te maken wanneer twee kinderen zwaargewond raken in een busongeluk. Het project waar dr. Halstead naast zijn normale werk druk mee bezig is, heeft een zware tol op zijn positie in het ziekenhuis wanneer dr. Charles hierbij betrokken raakt. Lockwood behandelt een oude vriend van haar. |            |                                 |                    |                                       | |                   |  |
| 96 | 13         | Pain is For the Living          | Vincent Misiano    | Eli Talbert                           | Jacob Lee Weiss - Jamie Shaw Linsey Page Morton - Bella Shaw Rae Gray - Julia Huntley Jeb Kreager - Gordon Shaw                                                                                   | 5 februari 2020   |  |
| Sexton, dr. Choi en dr. Charles proberen alles op een rijtje te krijgen wanneer een kind in het ziekenhuis komt met verschillende blauwe plekken op zijn handen. Dr. Manning wantrouwt een moeder steeds meer, omdat zij geen emotie toont wanneer haar kind een slechte diagnose krijgt. Dr. Halstead is geschokt als hij ontdekt dat een van de verslaafden uit zijn project een dokter in het ziekenhuis is. |            |                                 |                    |                                       | |                   |  |
| 97 | 14         | It May Not Be Forever           | Elodie Keene       | Daniel Sinclair Paul R. Puri          | Nikiya Mathis - Vanessa James Derrick Williams - rechercheur Alvin James Kelly Karbacz - Kim Tyler Molly Hernandez - Nina                                                                         | 12 februari 2020  |  |
| Dr. Manning en dr. Marcel krijgen een conflict over de behandeling van een patiënt die betrokken was bij huiselijk geweld. Dr. Charles en dr. Curry bemoeien zich met een patiënt in vegetatieve toestand van een andere dokter, omdat zij vermoeden dat er een verkeerde diagnose is gesteld. Het project van dr. Halstead wordt beëindigd. Dr. Choi en Sexton behandelen een patiënte die een allergische reactie vertoont op het sperma van haar man. |            |                                 |                    |                                       | |                   |  |
| 98 | 15         | I Will Do No Harm               | Vanessa Parise     | Joseph Sousa Danny Weiss              | Alex Draper - Derek Jordan Stephanie Lemelin - Elaine Beck Chandler Head - Harper Beck John Lutz - Larry Simpson Kenesha Reed - Siana Fredericks                                                  | 26 februari 2020  |  |
| Dr. Manning en dr. Charles behandelen een patiënt die als acteur zich voordoet als een vader van een kind. Zij ontdekken dan dat de patiënt zichzelf vergiftigt als een deel van zijn act. Dr. Choi en dr. Marcel krijgen een meningsverschil wanneer ze een patiënt behandelen die in de dodencel zit. Dr. Halstead is bezorgd wanneer dr. Asher haar opioïden wil opgeven. Dr. Sexton en zijn zus gaan een strijd tegen de klok aan, met een patiënt die moet blijven rennen om zo zijn hartslag goed te houden. |            |                                 |                    |                                       | |                   |  |
| 99 | 16         | Who Should Be the Judge         | Alex Chapple       | Safura Fadavi                         | Carmine Giovinazzo - Tyler Clemons Juliette Jeffers - Annette Hill Tai Davis - Jasmine Hayes Dena Tyler - Joanne Butler Ryan Czerwonko - Jim Clemons                                              | 4 maart 2020      |  |
| Dr. Marcel en dr. Manning worden gegijzeld gedwongen om een ontsnapte gevangene met een gebroken been te helpen. Dr. Charles en dr. Choi hebben een zeer verschillende mening over de behandeling van een tiener die tekenen vertoont van schizofrenie. Dr. Halstead krijgt te maken met de gevolgen nu hij dr. Asher heeft aangegeven. Lockwood krijgt te horen dat zij in remissie is. |            |                                 |                    |                                       | |                   |  |
| 100 | 17         | The Ghosts of the Past          | Michael Waxman     | Diane Frolov Andrew Schneider         | Hannah Alligood - Anna Anna Belknap - dr. Linda Strauss Emma Ishta - Michelle Abrams Andrew Casanova - agent John Bell Jill Abramovitz - Susan Charles                                            | 18 maart 2020     |  |
| Dr. Manning en dr. Charles behandelen een jonge patiënte, en zij vermoeden dat de moeder haar mishandelt om aandacht te krijgen. Wanneer zijn dochter wordt geschorst, na het roken van een e-sigaret, is dr. Charles gedwongen om zijn dochter mee naar het ziekenhuis te nemen. Wanneer Sexton last krijgt van hevige buikpijn, beveelt dr. Halstead de terugkomst van dr. Asher aan. Sexton biecht aan dr. Choi op dat zij en dr. Marcel gekust hebben, en dit zorgt voor een zware ruzie tussen hem en dr. Marcel. Lockwood plant naast haar drukke baan ook haar bruiloft. |            |                                 |                    |                                       | |                   |  |
| 101 | 18         | In the Name of Love             | S.J. Main Muñoz    | Meridith Friedman                     | Hampton Fluker - Michael Goodwin Stef Tovar - Elliot Myers Molly Brown - Molly Myers Christopher Farrar - Auggie Sean Patrick Fawcett - Max                                                       | 25 maart 2020     |  |
| Goodwin en dr. Charles zijn bang dat dr. Halstead in oude gewoonte terugvalt wanneer hij een patiënt met beginselen van ziekte van Alzheimer mishandelt. Lockwood en Campbell maken zich zorgen over een student van Campbell, wanneer zij ontdekken dat hij geen behandeling krijgt voor zijn buikpijn. Dr. Manning en dr. Marcel zijn het niet met elkaar eens over een patiënt die een risicovolle operatie wil. Na de bekentenis van Sexton aan dr. Choi wordt hun relatie steeds slechter. |            |                                 |                    |                                       | |                   |  |
| 102 | 19         | Just a River in Egypt           | Jean de Segonzac   | Jeff Drayer                           | Hampton Fluker - Michael Goodwin Christina Sajous - Marcie Burton Amir Abdullah - Ron Burton Christopher Farrar - Auggie Jodi Kingsley - Madeline Gastern                                         | 8 april 2020      |  |
| Dr. Charles en dr. Choi behandelen een patiënt die van een brug is gevallen, en dr. Charles vermoedt een poging van zelfmoord. Dr. Choi wordt gedwongen om samen te gaan werken met dr. Marcel, omdat zijn patiënt getuige was van het ongeval. De relatie tussen dr. Halstead en dr. Asher wordt op de proef gesteld, wanneer zij samen moeten werken bij een zwangere patiënte met hersenkanker. Uiteindelijk escaleert het toch tussen dr. Choi en dr. Marcel. Lockwood zet veel op het spel wanneer zij de student van Campbell wil helpen met zijn behandeling. |            |                                 |                    |                                       | |                   |  |
| 103 | 20         | A Needle in the Heart           | Milena Govich      | Stephen Hootstein Daniel Sinclair     | Hannah Alligood - Anna P.J. Marshall - rechercheur Bridges Ty Olwin - Trent Sutton | 15 april 2020     |  |
| Het verleden van dr. Marcel haalt hem in wanneer de politie uit New York naar Chicago komt voor zijn arrestatie, voor een cold case moordonderzoek. Dr. Halstead ontdekt dat een patiënt een valse identiteit gebruikt om medicijnen te verkrijgen, nadat hij hierdoor een levensgevaarlijke allergische reactie heeft gekregen. Dr. Choi zet zijn leven op het spel wanneer hij een kind behandelt met een kogelwond. Dr. Charles behandelt een patiënt die zichzelf met naalden heeft neergestoken, net op het moment dat zijn dochter in het ziekenhuis is begonnen als vrijwilligster. |            |                                 |                    |                                       | |                   |  |